# 山本有三
山本有三（1887年7月27日—1974年1月11日），日本剧作家、小说家。早期借鉴欧洲近代戏剧，创作批判现实主义文本，对日本近代戏剧发展有一定的影响。所写小说多从人道主义的立场出发，探讨有关社会、家庭等问题。后又从事文字改革运动。主要作品剧本有《生命之冠》《杀死婴儿》，小说《波》《路旁石》《奔向真实》等。